# Ервін Васснер
Ервін Васснер (нім. Erwin Waßner; 1 березня 1887, Рендсбург — 24 серпня 1937, Гаага) — німецький військово-морський діяч і дипломат, контрадмірал крігсмаріне. Кавалер ордена Pour le Mérite.

## Біографія
1 квітня 1906 року вступив у ВМФ. У 1912-13 роках служив в Камеруні, з грудня 1913 року — на міноносцях. Учасник Першої світової війни. Закінчив курс в училищі підводного плавання (1915). Командував підводними човнами U-32 (з 30 серпня 1915), UC-3 (27 вересня 1915 — 12 травня 1916), UC-69 (23 грудня 1916 — 8 серпня 1917), UB-59 (25 серпня 1917 — 5 травня 1918) і UB-117 (6 червня — 11 листопада 1918). Всього за час бойових дій Васснер потопив 90 кораблів загальною водотоннажністю 136 073 брт і пошкодив ще 6 (16 159 брт). Таким чином, Васснер посів 20-те місце в списку найрезультативніших підводників Першої світової війни.
Після демобілізації армії залишений на флоті. З 1919 року командував ротою берегової оборони. У 1921 році переведений в Морське керівництво, начальник відділу. З 11 квітня 1925 року — командир навчального судна «Ніобе», з 3 січня 1927 року — навігаційний офіцер на лінійному кораблі «Ельзас». З 24 вересня 1927 року — 1-й ад'ютант, з 23 червня 1930 року — 1-й офіцер Адмірал-штабу штабу військово-морської станції «Остзе». 26 вересня 1931 року призначений командиром крейсера «Карлсруе». 23 січня 1933 року переведений у відділ військово-морських аташе Морського керівництва. 1 квітня 1933 року призначений на один з ключових військово-дипломатичних постів — військово-морським аташе в Лондоні і, одночасно, в Гаазі. Брав участь в переговорах, результатом яких стала фактична відмова Великої Британії від обмежень тоннажу німецького флоту, встановлених Версальським договором.

## Звання
- Кадет (1 квітня 1906)
- Фенріх-цур-зее (6 квітня 1907)
- Лейтенант-цур-зее (30 вересня 1909)
- Оберлейтенант-цур-зее (19 вересня 1912)
- Капітан-лейтенант (13 липня 1916)
- Корветтен-капітан (1 квітня 1925)
- Капітан-цур-зее (1 жовтня 1932)
- Контр-адмірал (1 жовтня 1936)

## Нагороди
- Залізний хрест 2-го і 1-го класу
- Рятувальна медаль (1914-16)
- Медаль Заслуг за порятунок від небезпеки
- Королівський орден дому Гогенцоллернів, лицарський хрест з мечами (14 травня 1917)
- Орден дому Саксен-Ернестіне, лицарський хрест 1-го класу з мечами (26 січня 1918)
- Pour le Mérite (5 березня 1918)
- Ганзейський Хрест (Гамбург; 1918)
- Нагрудний знак підводника (1918)
- Фландрійський хрест
- Орден «Сонце Перу», командорський хрест
- Почесний знак Португальського Червоного Хреста за заслуги, офіцерський хрест
- Почесний хрест ветерана війни з мечами
- Медаль Срібного ювілею короля Георга V (Британська імперія; 1935)
- Медаль «За вислугу років у Вермахті» 4-го, 3-го, 2-го і 1-го класу (25 років)
- Коронаційна медаль Георга VI (Британська імперія; 1937)